# ليو مارغوليس
ليو مارغوليس هو عالم كندي، ولد في 18 ديسمبر 1927 في مونتريال في كندا، وتوفي في 13 يناير 1997.